# Aloïs Sledsens
Aloïs Appollonia Antonius Sledsens, né le 24 avril 1907 à Anvers et y décédé le 30 janvier 1979, est un homme politique belge, membre du CD&V. 
Sledsens fut administrateur de sociétés.

## Fonctions et mandats
- Conseiller communal (1936-70), échevin (1938-44) et bourgmestre (1944-71) de Borgerhout
- Sénateur : 
  - 1949-1974 : élu de l'arrondissement d'Anvers;

## Source
- Bio sur ODIS